# Парижская площадь (Хайфа)
Парижская площадь (ивр. כיכר פריז‎; араб. ساحة باريس‎) также известная как площадь Хамра, Каретная площадь или Район церквей— прямоугольная площадь, расположенная в Хайфе, Израиль. Площадь была построена во времена Османской империи. Находится в районе Хайфы, который называется Нижний город. Рядом расположена железнодорожная станция Хайфа Мерказ Ха-Шмона.

## История
Площадь Хамра
В 1799 г. Хайфу посетил французский генерал Наполеон, но Парижской площадь была названа лишь в 1954 году, без связи с Наполеоном. Сначала, построенная перед яффскими воротами Хайфы, площадь была названа «площадь Хамра» (ивр. סאחת אל-חמרה‎, араб. ساحة الخمرة‎) в честь хайфской арабской семьи Хамра, владевшей недвижимостью в этом районе. Площадь Хамра была общественным местом, созданным в Хайфе в период Османской империи, сюда прибывали путники на лошадях, ослах или верблюдах из разных концов Палестины, оставляли здесь свои повозки и заходили в город.  Вокруг площади располагался рынок, кармелитская церковь Святого Ильи, маронитский собор Святого Людовика, гостиницы и т. д..
В 80-е годы XIX века немцами-темплерами было налажено движение дилижансов из Хайфы в сторону города Яффо, начальная станция находилась на площади Хамра, поэтому площадь получила неофициальное название Каретная площадь.
Подворье кармелитов
В 1935 году Орден кармелитов поручил итальянскому архитектору Джованни Борра спроектировать территорию, граничащую с площадью Хамра с севера и прилегающую к монастырю кармелитов, которую позже назвали "Подворьем кармелитов. Здания были спроектированы в интернациональном стиле (облицовка фасада камнем, портик, галерея) и построены на улице Элияху ха-Нави.
В середине 40-х годов XX века, в связи с переводом транспортных потоков на нынешние улицы ха-Мегиним и ха-Агана, площадь Хамра потеряла свою роль места сосредоточения различных средств передвижения.
Парижская площадь
В 1954 году, когда израильское правительство заказало систему фуникулера Кармелит французской компании, оно решило переименовать этот район в Парижскую площадь в качестве дружеского жеста по отношению к французам. Станция Кармелита рядом с площадью также была названа Кикар Париз (ивр. כיכר פריז‎, Парижская площадь).
21 октября 1959 г. состоялось официальное открытие метро Кармелит, на котором присутствовали: премьер-министр Израиля Давид Бен-Гурион, которому была предоставлена честь перерезать традиционную ленточку, мэр города Хайфа Аба Хуши и другие.
В 1993 году на площади появилась работа израильского скульптора Иехиэля Шеми (1922—2003) под названием «Хайфские слоги», после реконструкции площади перенесённая к хайфской мэрии.
В 2011 году площадь была отремонтирована, и на церемонии её открытия присутствовал тогдашний мэр Парижа Бертран Деланоэ. Было установлено специальное вечернее напольное освещение, асфальт был заменён гранитной плиткой, высажены десятки взрослых пальм, создан амфитеатр, установлены оригинальные фонари и скамьи. Личным презентом Б. Деланоэ стал один из символов французской столицы — чугунный питьевой фонтанчик («фонтан Уоллеса»).
В 2013 году через Парижскую площадь была проложена линия хайфского скоростного автобуса Метронит.
В 2018 году станция Кармелита "Парижская площадь" была переименована в «Нижний город» (ивр. העיר התחתית‎).

## Галерея

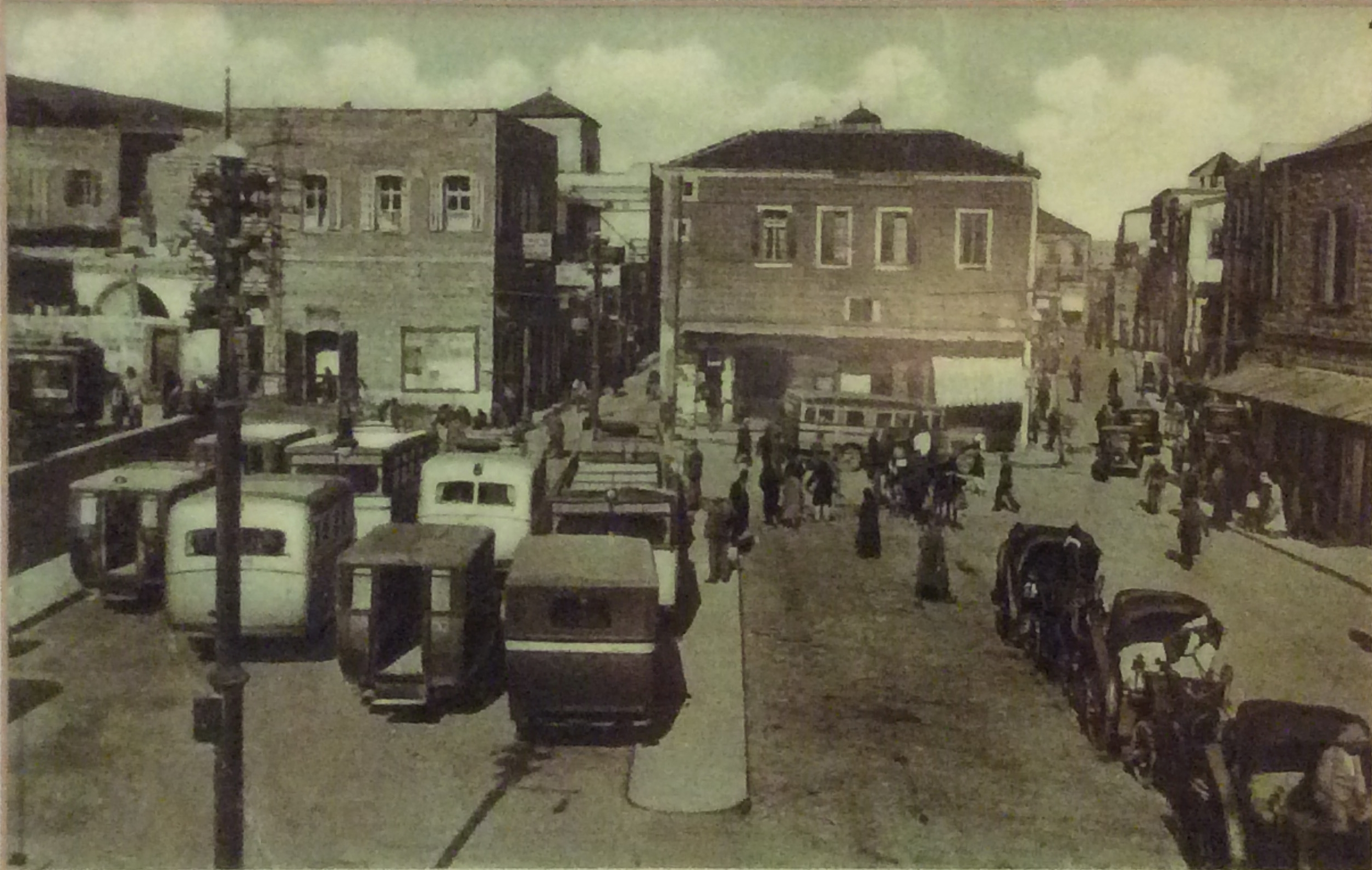
Площадь Хамра в 1920 году
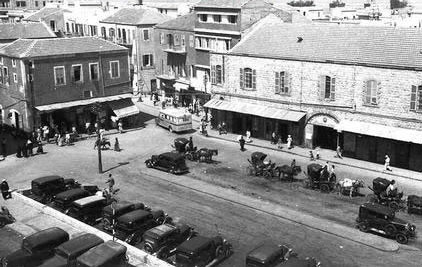
Площадь Хамра в 1934 году
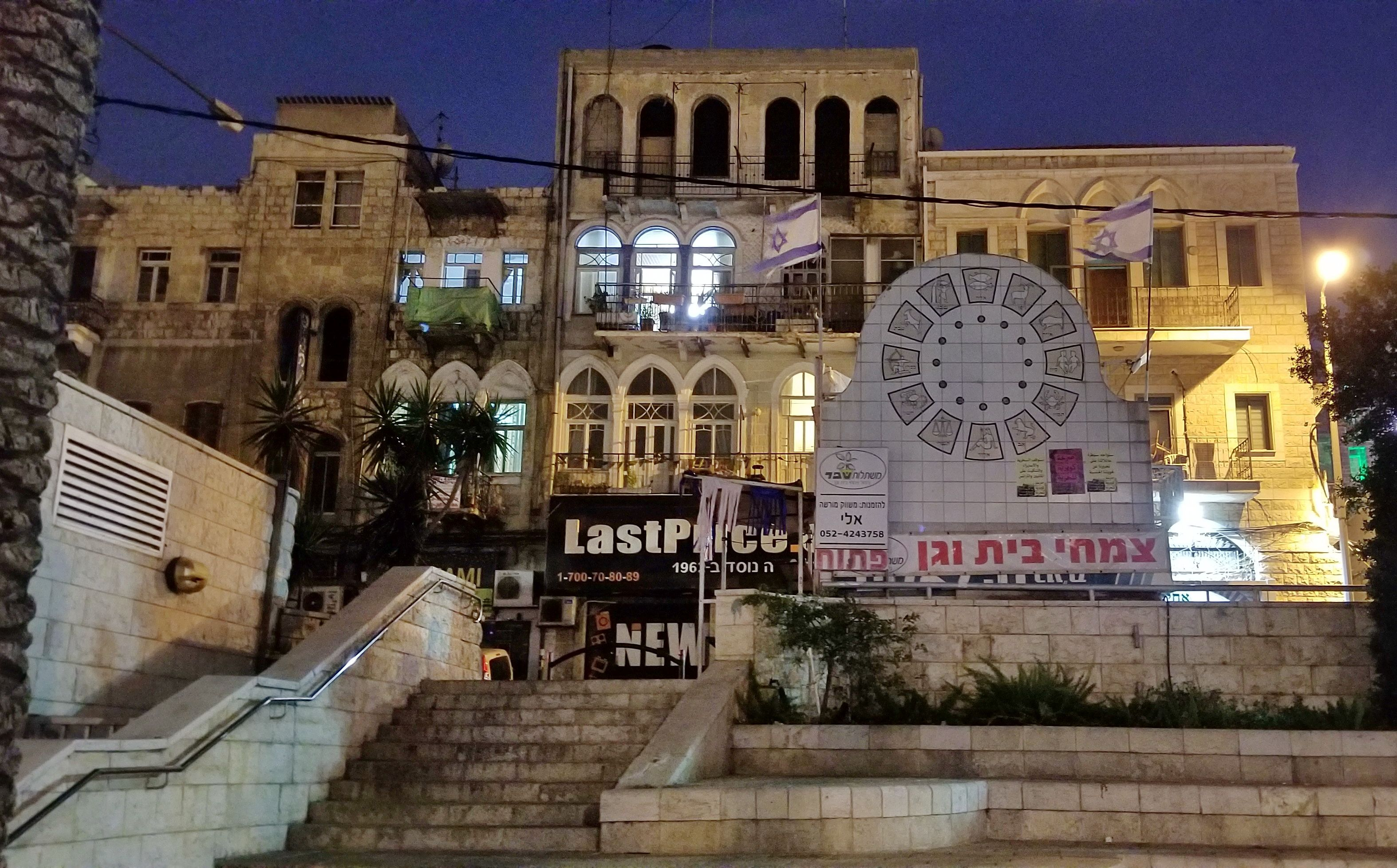
Старый дом на Парижской площади
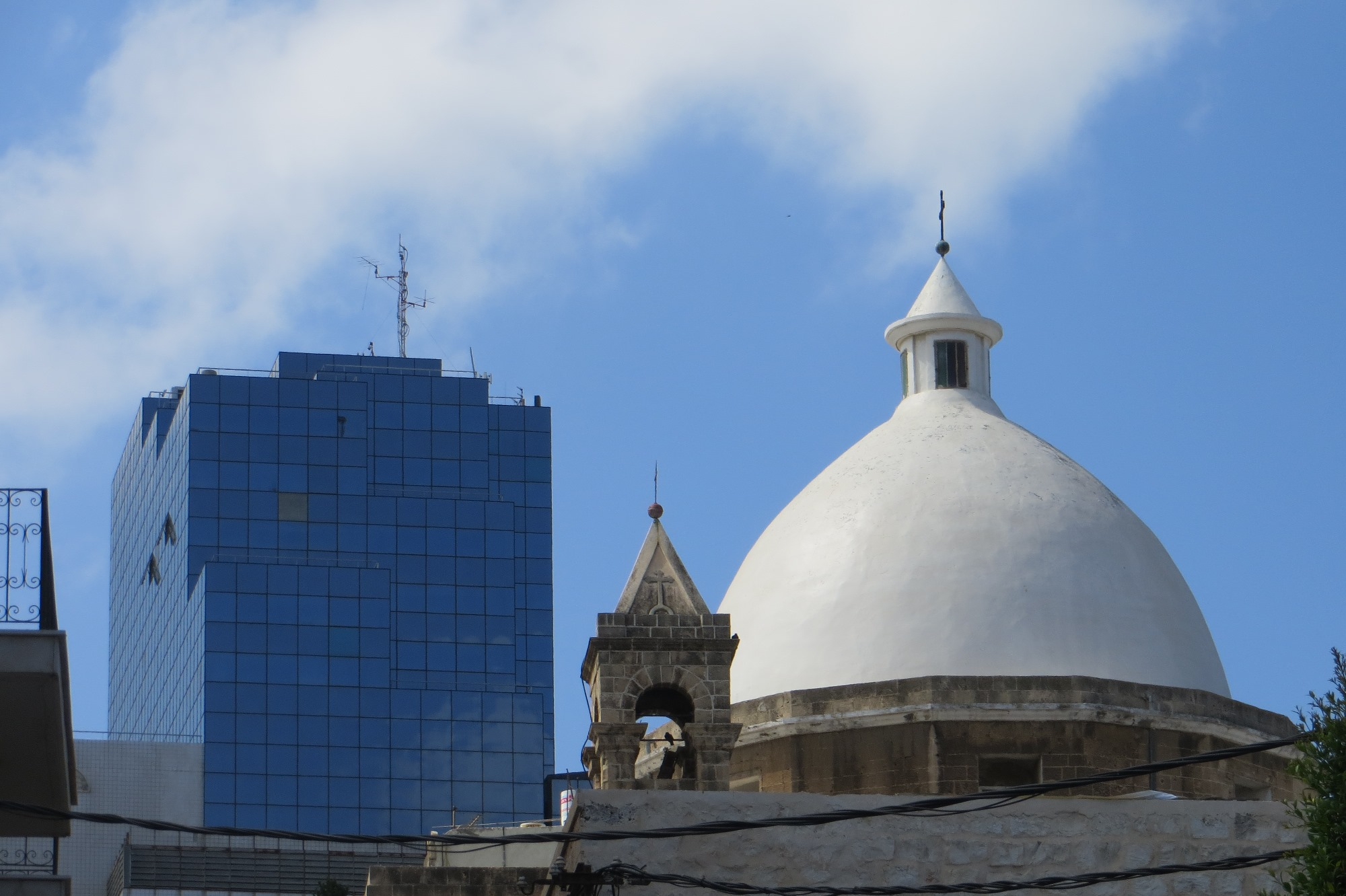
Маронитский собор Святого Людовика на Парижской площади
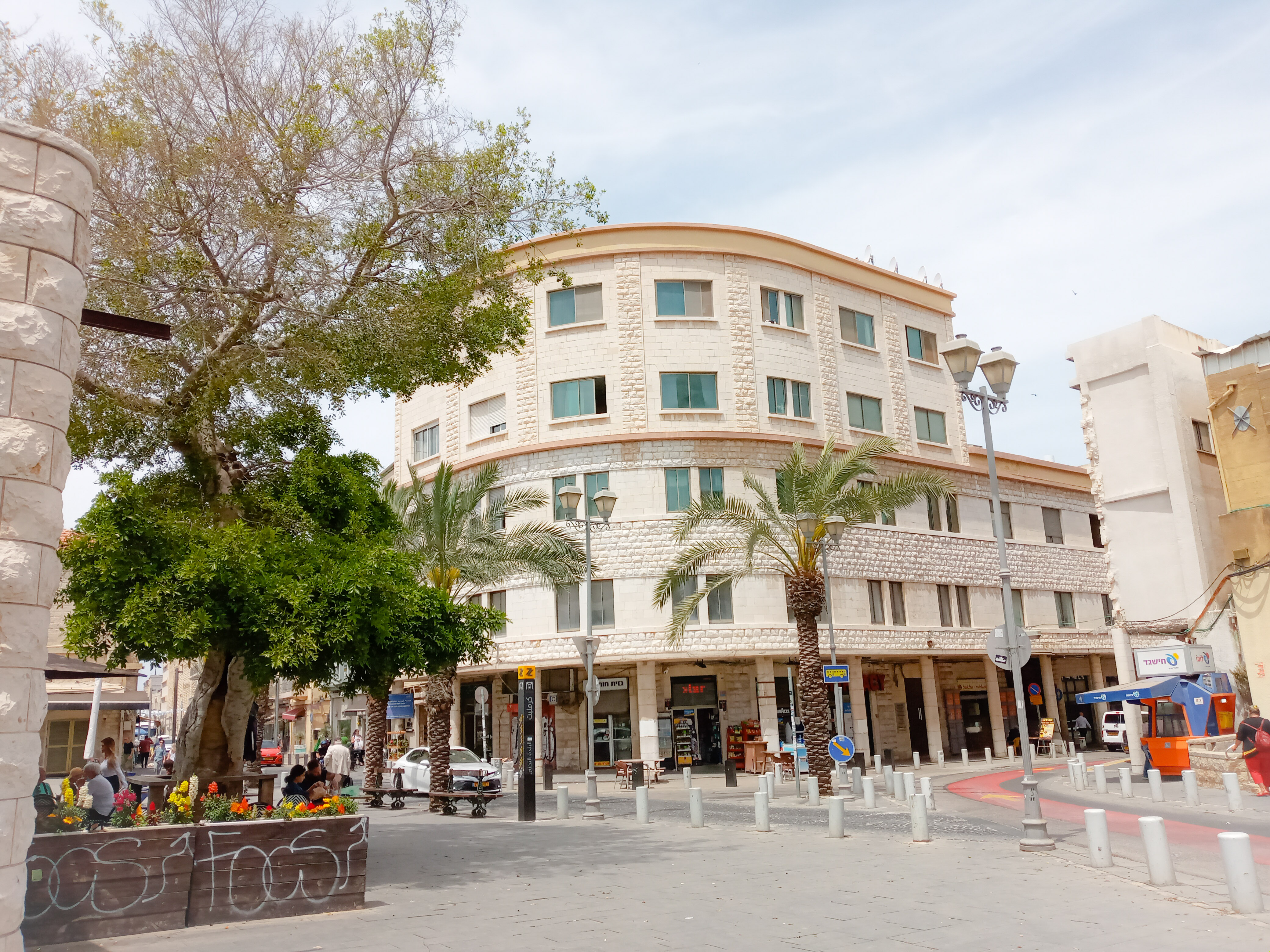
Подворье кармелитов на Парижской площади
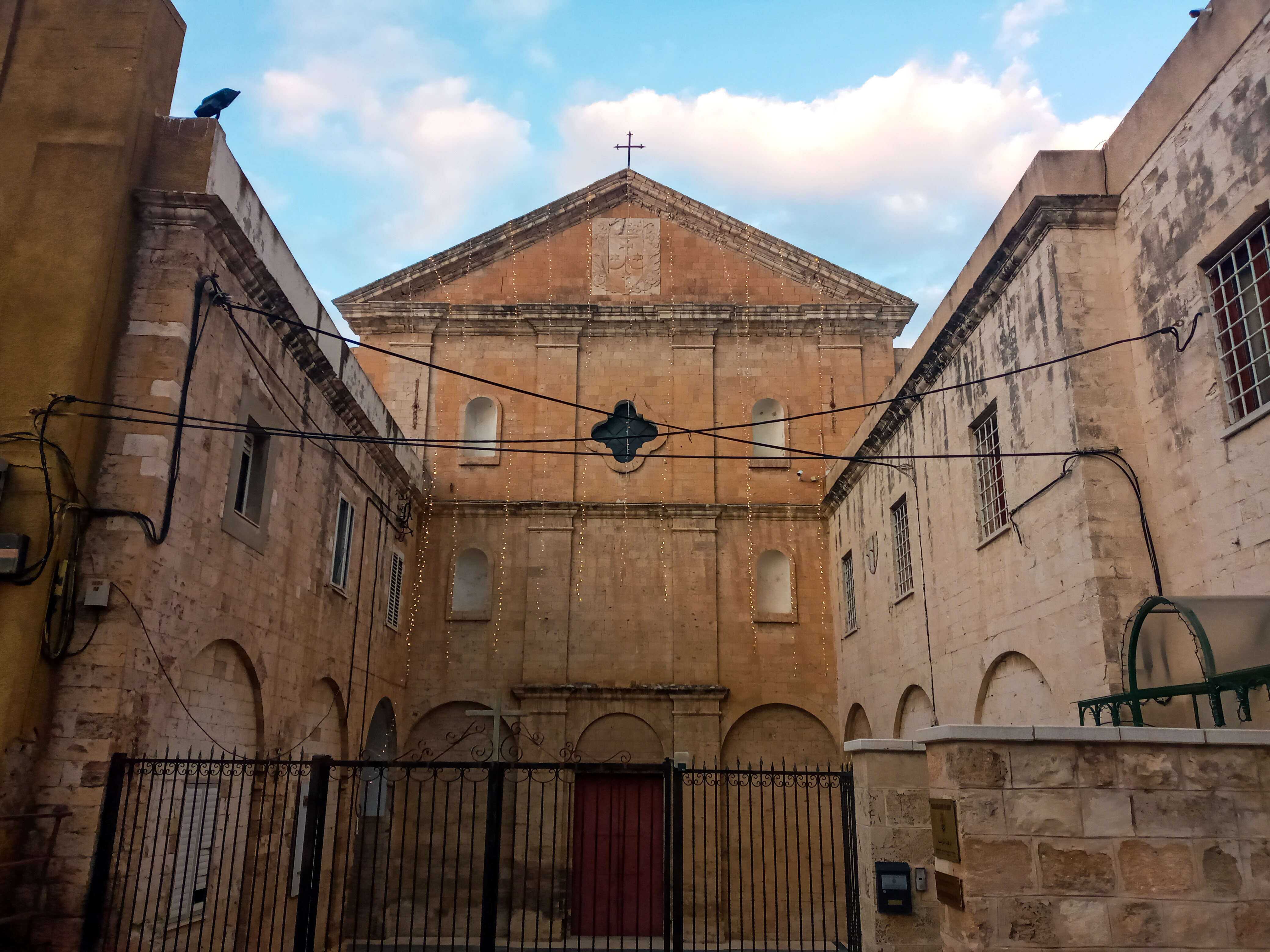
Кармелитская церковь Илии Пророка на Парижской площади
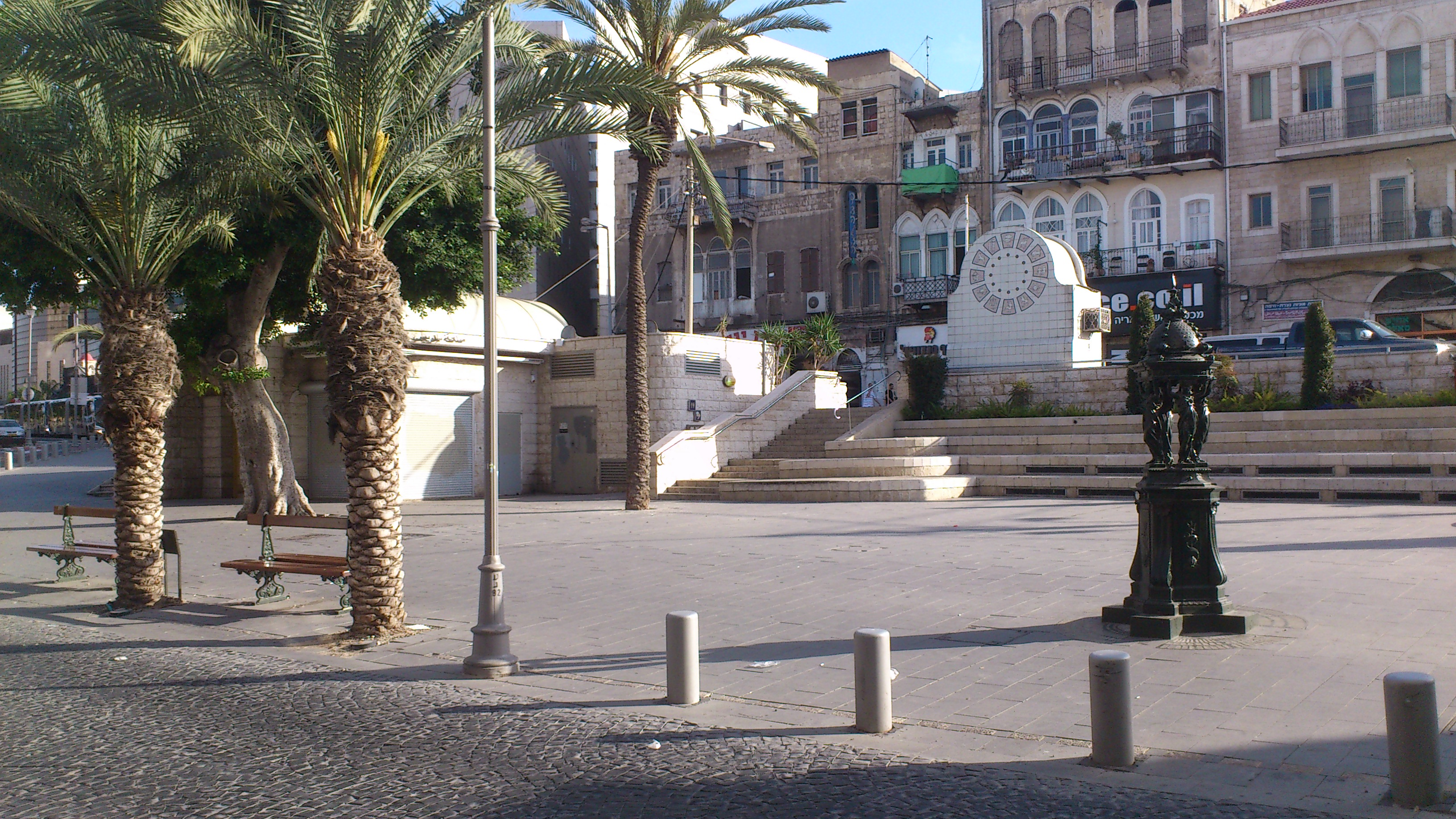
Амфитеатр и фонтанчик Уоллеса на Парижской площади